# Sebastian Kęska
Sebastian Kęska (ur. 3 grudnia 1980 w Otwocku) – polski piłkarz, w latach 1996–2019 występujący na pozycji pomocnika.

## Kariera klubowa
Karierę rozpoczynał w Polonii Warszawa. W sezonie 2000/2001 zdobył z tym klubem Puchar Polski (Sebastian wystąpił w obu meczach finałowych, w pierwszym z nich grał przez pełne 90 minut). W 2002 roku wystąpił w czterech meczach Pucharu UEFA, w tym w dwumeczu z FC Porto. W macierzystym klubie grał do końca sezonu 2002/2003. 
W 2003 przeszedł do GKS Katowice. Grał tam regularnie, lecz po 1,5 roku wrócił do stolicy. Gdy po pół roku ponownej gry w Polonii odszedł do Świtu Nowy Dwór Mazowiecki, zaczęła się seria zmian klubów co 6 miesięcy (z przerwą na półtoraroczny pobyt w ŁKS Łódź). W ten sposób wylądował w swoim rodzinnym mieście Otwocku, gdzie występował w Starcie Otwock. 28 października 2009 w meczu 1/8 finału Pucharu Polski na skutek zderzenia z Matko Perdijiciem doznał kontuzji zerwania więzadeł krzyżowych, którą leczył ponad rok. W konsekwencji tego poważnego urazu stracił cały 2010 rok, w którym nie zagrał ani jednego meczu. W sezonie 2011/12 grał w stołecznej Przyszłości Włochy. W 2019 był piłkarzem KTS Weszło, w którym zakończył karierę po rundzie wiosennej sezonu 2018/2019.